# Апостольский викариат Тьеррадентро
Апостольский викариат Тьеррадентро (лат. Vicariatus Apostolicus Tierradentroënsis) — апостольский викариат Римско-Католической Церкви с центром в городе Белалкасар, Колумбия. Апостольский викариат Тьеррадентро подчиняется непосредственно Святому Престолу. Кафедральным собором апостольского викариата Тьеррадентро является церковь Пресвятой Девы Марии.

## История
13 мая 1921 года Римский папа Бенедикт XVI издал бреве «Cum in archidioecesi», которой учредил апостольскую префектуру Тьеррадентро, выделив её из архиепархии Попаяна.
17 февраля 2000 года Римский папа Иоанн Павел II выпустил буллу «Sollicitam curam», которой преобразовал апостольскую префектуру Тьеррадентро в апостольский викариат.

## Ординарии апостольского викариата
- епископ Emilio Larquère C.M.[1] (9.11.1923 — 3.07.1948);
- епископ Enrique Alejandro Vallejo Bernal C.M. (27.10.1950 — 1977);
- епископ Germán García Isaza C.M. (21.07.1977 — 18.06.1988) — назначен епископом Калдаса;
- епископ Jorge García Isaza C.M. (5.05.1989 — 25.04.2003);
- епископ Edgar Hernando Tirado Mazo M.X.Y. (19.12.2003 — по настоящее время).

## Источник
- Annuario Pontificio, Libreria Editrice Vaticana, Città del Vaticano, 2003, ISBN 88-209-7422-3
- Бреве Cum in archidioecesi, AAS 13 (1921), стр. 374  (лат.)